# 埼玉県道212号岩殿観音南戸守線
埼玉県道212号岩殿観音南戸守線（さいたまけんどう212ごう いわどのかんのんみなみともりせん）は、埼玉県東松山市大字岩殿から、比企郡川島町大字吹塚に至る県道である。

## 概要

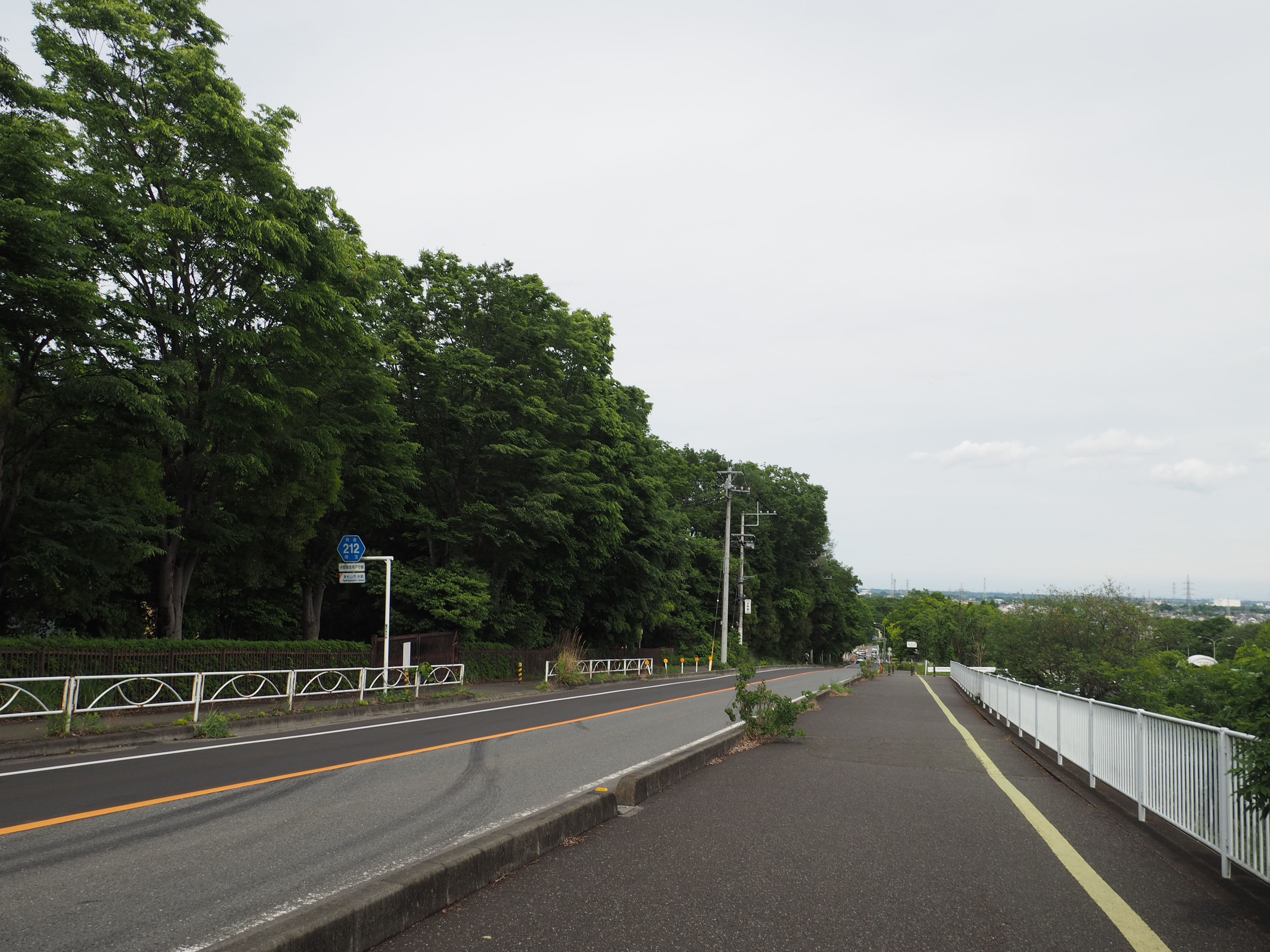
道路の両側が大東文化大学のキャンパス（東松山市、2022年）

当県道は元々岩殿観音への参道を県道指定したものであり、旧来の道は高坂カントリークラブの南側境界から岩殿観音門前町通りを通って仁王門へ繋がっていた。現在のように大東文化大学前の直線の現道が出来たのは昭和10年代後半で、大字岩殿地内で分岐して物見山に至る車道として開発されたものである。
現在の当県道は、西側を鳩山町から埼玉県道343号岩殿岩井線を介して接続され、東側では川島町内で埼玉県道74号日高川島線などを通して国道254号と接続する、両端が県道と接続された通過道路となっている。途中の東松山市高坂神社（東）交差点から宮鼻交差点の間は国道407号東松山バイパスと重複する。高坂神社交差点から早俣橋まで川島こども動物自然公園自転車道が併行する。
国道254号旧道の国道解除後に当県道は国道254号バイパスへの接続はされておらず、国道254号から当県道に入るには中山交差点もしくは南園部交差点から埼玉県道74号日高川島線（狭隘区間あり）を経由するか、川越市と川島町の境にある落合橋北詰から分岐する国道254号旧道（町道）を経由する形になる。
また、起点となる埼玉県道343号岩殿岩井線との接続地点は、同じ道のまま県道番号が変わる。かつては日の出家食堂前から南に岩殿岩井線の旧道が延びていたため（ゴルフ場建設で廃止）、この旧交差点が始点である。

### 路線データ
- 陸上距離：7.379km
- 起点：埼玉県東松山市大字岩殿 （埼玉県道343号岩殿岩井線交点）
- 終点：埼玉県比企郡川島町大字吹塚 （埼玉県道74号日高川島線交点）

## 路線状況
道路幅は全区間2車線だが、東松山市元宿付近で東武東上線の踏切があり、この付近では渋滞が発生しやすい。このため、旧道の南側に沿ってバイパス道路が2016年2月13日に全線開通した。（日高市方面側の高坂神社東交差点での案内標識では、現道のうち鳩山方面の県道標識が消えている）
2012年2月11日に東松山市元宿1丁目地内の元宿南交差点（シバタ薬品東松山店前、現在はセブンイレブン東松山元宿店になっている）で、埼玉県内1万カ所目の信号機設置が行われ、記念式典が行われた。

### バイパス
東松山市大字岩殿地内の現道から分岐し、現道の南側を沿って東上線を立体交差して同市大字宮鼻の国道407号東松山バイパスの宮鼻交差点に至るバイパス道路（都市計画道路高坂中央通線）である。そこから現道へは、高坂神社東交差点まで国道407号と重複することとなるため、現道のバイパス併行区間の県道指定が解除され、この区間はクランク状の経路となった。
2012年3月16日に高坂駅西通線（並木通り）交差点から関越道交差部までの区間が完成し、残りの区間も2016年2月13日に全線開通した。これによってバイパスは全線開通したことになる。

## 地理

### 通過する自治体
- 埼玉県
  - 東松山市 - 比企郡川島町

### 交差する道路
| 交差する道路                                  | 交差する道路                       | 交差点名 | 所在地       | 所在地 |
| --------------------------------------------- | ---------------------------------- | -------- | ------------ | ------ |
| 埼玉県道343号岩殿岩井線※物見山付近            | 埼玉県道343号岩殿岩井線※物見山付近 |          | 東松山市     | 岩殿   |
| （並木通り）                                  | （並木通り）                       |          | 東松山市     | 西本宿 |
| （児玉往環）                                  | （児玉往環）                       |          | 東松山市     | 宮鼻   |
| 国道407号（東松山バイパス）                   | 国道407号（東松山バイパス）        | 宮鼻     | 東松山市     | 宮鼻   |
| 埼玉県道158号川島こども動物自然公園自転車道線 |                                    |          | 比企郡川島町 | 長楽   |
|                                               | 埼玉県道74号日高川島線             |          | 比企郡川島町 | 吹塚   |

### 重複する区間
- 国道407号東松山バイパス（東松山市高坂神社（東）交差点 - 宮鼻交差点）
- 埼玉県道158号川島こども動物自然公園自転車道線（東松山市高坂神社交差点 - 早俣橋）

### 交差する鉄道・河川
- 九十九川（中里橋）
- 東武東上本線（高坂駅南陸橋）
- 越辺川（早俣橋）

### 沿道の主な施設
| 施設                                       | 所在地       | 所在地   |
| ------------------------------------------ | ------------ | -------- |
| 物見山公園                                 | 東松山市     | 岩殿     |
| 日の出家 - かつて物見山の峠の茶屋だった    | 東松山市     | 岩殿     |
| 岩殿観音                                   | 東松山市     | 岩殿     |
| 埼玉県平和資料館                           | 東松山市     | 岩殿     |
| 大東文化大学                               | 東松山市     | 岩殿     |
| 埼玉県こども動物自然公園                   | 東松山市     | 岩殿     |
| 武蔵野うどん 竹國 東松山店                 | 東松山市     | 岩殿     |
| 高坂ニュータウン                           | 東松山市     | 高坂     |
| 東松山市立高坂小学校                       | 東松山市     | 高坂     |
| 折本山公園                                 | 東松山市     | あずま町 |
| ピオニウォーク東松山（ショッピングモール） | 東松山市     | あずま町 |
| 光明寺                                     | 東松山市     | 早俣     |
| ホウスイ 川島物流センター                  | 比企郡川島町 | 戸守     |

## ギャラリー

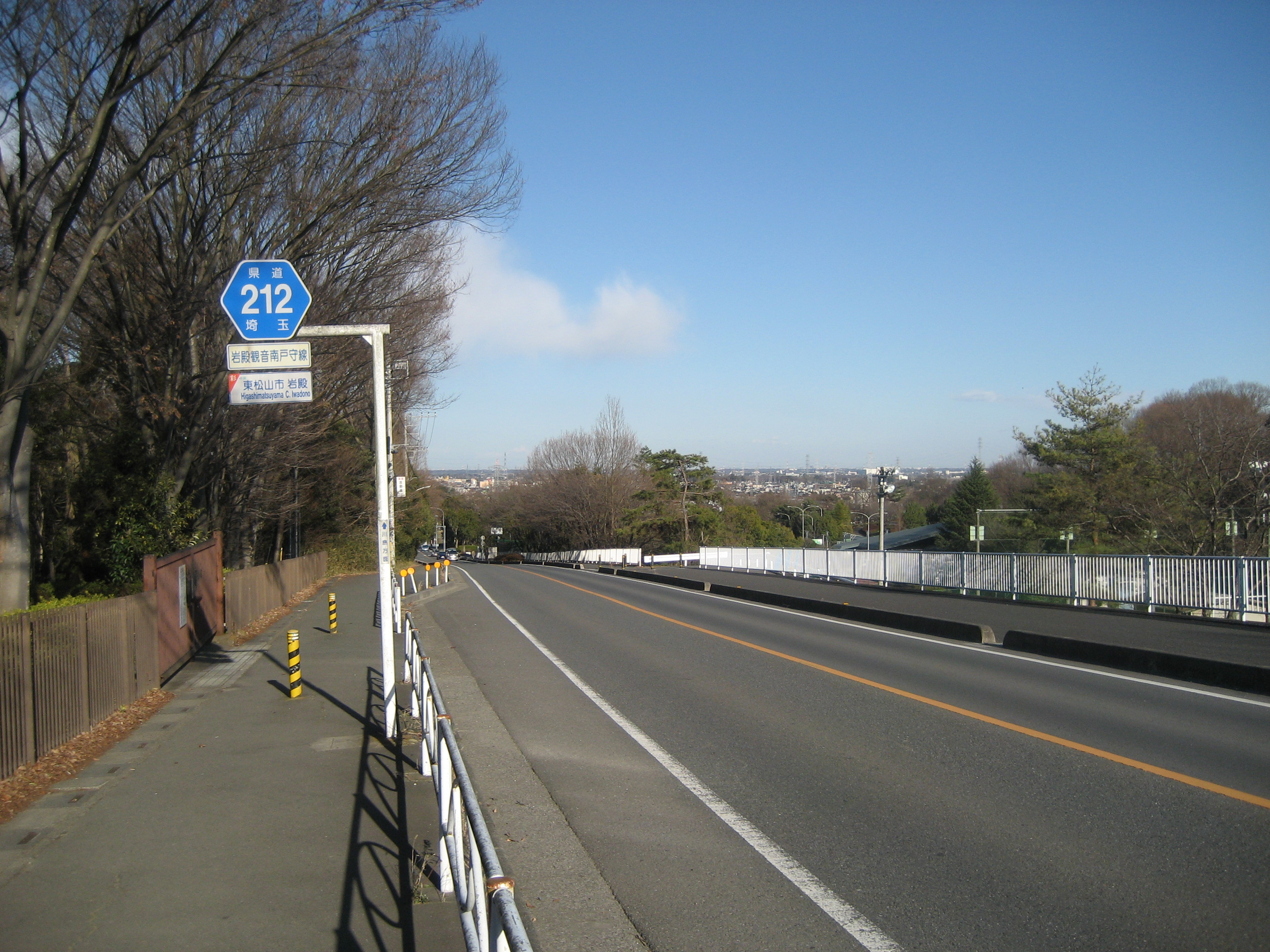
東松山市　大東文化大学前
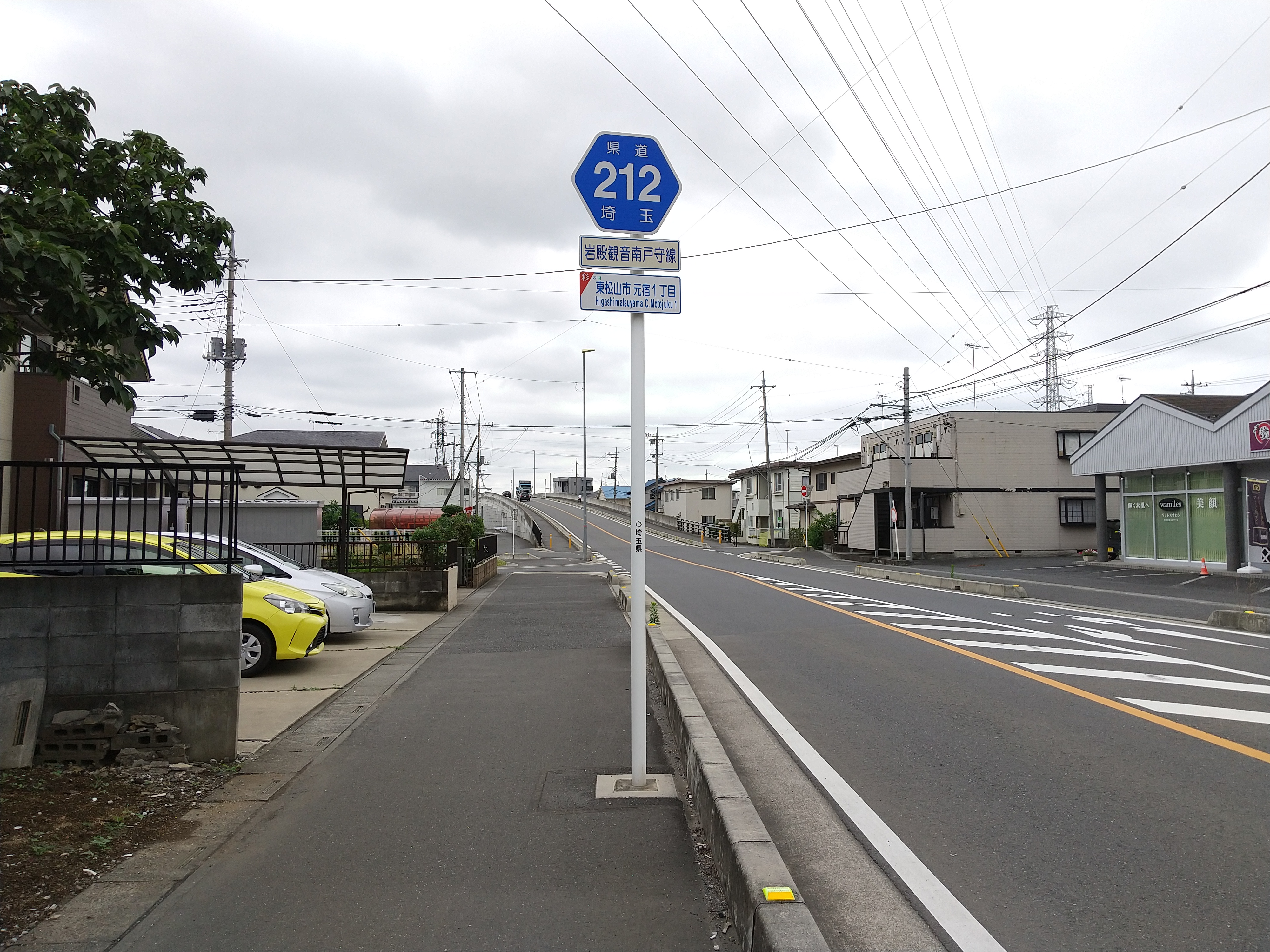
東松山市　元宿1丁目付近
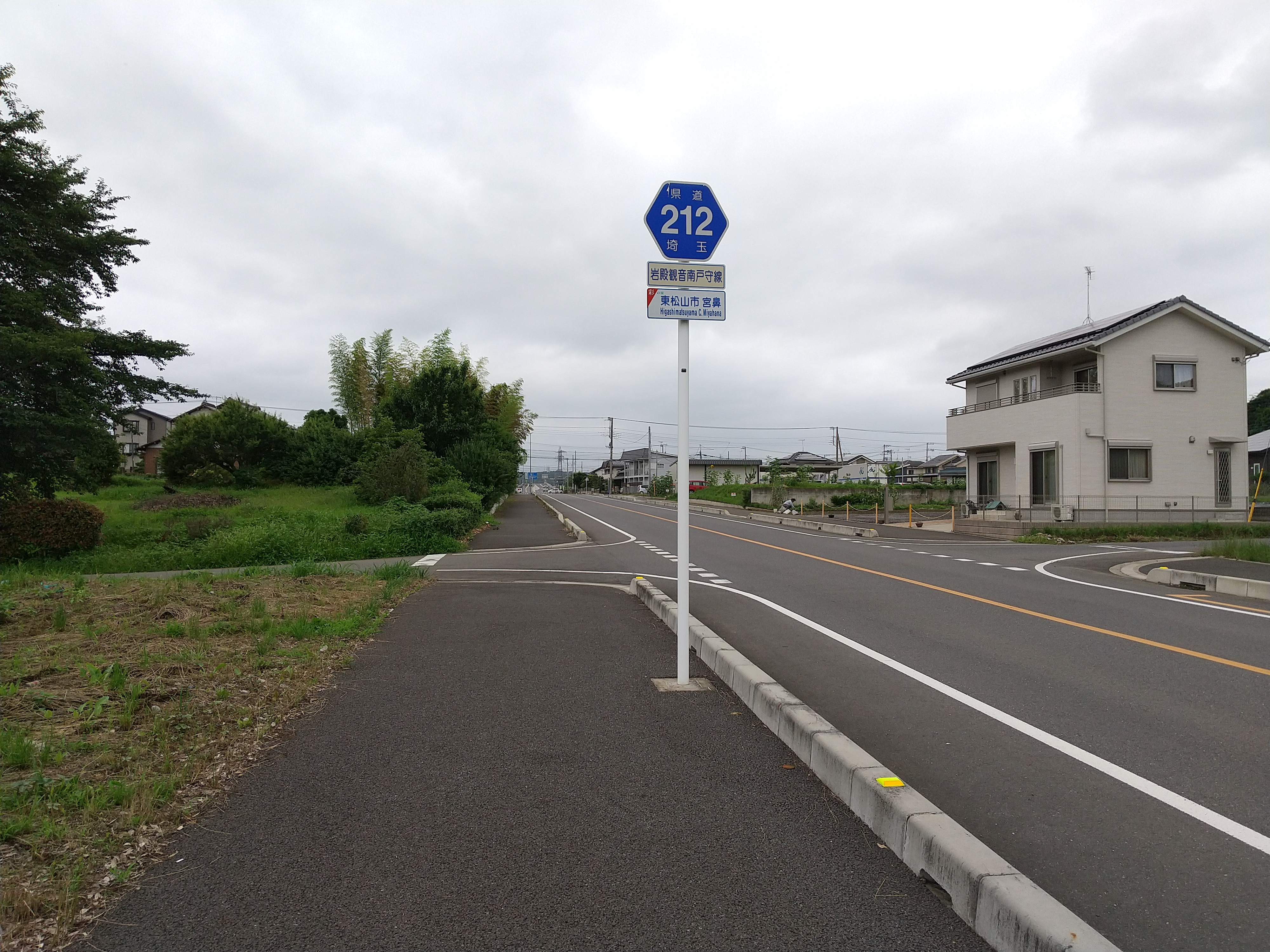
東松山市　宮鼻付近